# Das EFX
I Das EFX sono un gruppo musicale hip hop di Brooklyn formato dai rapper Skoob (Willie Hines, conosciuto anche come Books) e Dre (Andre Weston, conosciuto anche come Krazy Drayz). Sono saliti alla ribalta nei primi anni 1990 in seguito all'affiliazione con gli EPMD e per lo stile dei loro testi che ha influenzato la musica hip hop, contribuendo a generare quello che è stato chiamato hardcore hip hop.

## Storia del gruppo
Sia Willie che Andre passano l'infanzia e l'adolescenza a Brooklyn, si conoscono nel 1988 alla Virginia State University e iniziano a collaborare musicalmente. Krazy e Skoob si fanno chiamare Das EFX ed iniziano a scrivere testi contraddistinti da un linguaggio particolare, contraddistinto per esempio dalla predilezione per le parole che terminano per “–iggity”.
Debuttano all'interno di un talent show organizzato dagli EPMD di Erick Sermon e Parrish Smith, e pur non vincendo l'evento, generano impressioni positive sugli organizzatori che propongono loro un contratto. Divenuti parte della Hit Squad di cui anche Erick Sermon fa parte, e messi sotto contratto dall'etichetta EastWest, i Das EFX iniziano a lavorare al loro album di debutto, supportati dagli EPMD.
Nel 1992 esce l'LP Dead Serious, che diventa rapidamente uno dei più ascoltati ed apprezzati nell'underground. Il primo singolo è They Want EFX, che arriva nella top 10 R&B e nella top 40 pop. L'album diventa disco di platino, vendendo in tutti gli Stati Uniti e facendo conoscere lo stile del nuovo gruppo. L'anno seguente è la volta di Straight Up Sewaside, che non raggiunge le vette del precedente.
Nel 1995 i Das EFX pubblicano Hold It Down, album che si rivela deludente a livello di vendite, ma che contiene alcuni pezzi divenuti noti come Real Hip Hop (prodotta da DJ Premier) e Represent the Real, che vede la collaborazione di KRS-One. Nel 1998 è la volta di Generation EFX che, a livello di vendite, ottiene una parziale riscossa rispetto agli album precedenti.

## Discografia
Album in studio
- 1992 - Dead Serious
- 1993 - Straight Up Sewaside
- 1995 - Hold It Down
- 1998 - Generation EFX
- 2003 - How We Do
- 2015 - Old School Throwback

Raccolte
- 2001 - The Very Best of Das EFX

Singoli
- 1992 - They Want EFX
- 1992 - Mic Checka
- 1992 - Straight Out the Sewer
- 1993 - Check Yo Self (feat. Ice Cube)
- 1993 - Freakit
- 1994 - Baknaffek
- 1995 - Real Hip-Hop
- 1996 - Microphone Master (feat. Mobb Deep)
- 1998 - Rap Scholar (feat. Redman)